# Vatomandry
Vatomandry é uma cidade na costa oriental de Madagascar, na região Atsinanana e é sede do Distrito de Vatomandry.

## Geografia
A cidade fica na estrada nacional n.º 11, a 75 km de Brickaville, 200 km ao sul de Toamasina e a uma distância de 330 km da capital Antananarivo. Mahanoro fica 80 km a sul dessa cidade.
Está situada na margem oriental do rio Sandramanongy.
A cidade tem um aeroporto com um voo por semana.

## Personalidades
- Didier Ratsiraka, antigo ditador e presidente de Madagascar, nasceu em Vatomandry em 1936.